# Tomas Gustafsson (handbollsspelare)
Tomas Rolf Gustafsson, född 21 december 1952, är en svensk tidigare handbollsmålvakt, med 97 landskamper och 5 SM-guld i handboll.

## Klubblagskarriär
Tomas Gustafsson började spela handboll i Borås men hans elitkarriär började under Bertil Andersén i Lugi HF Han började spela för Lugi 1975 och han stannade kvar till 1980. Sista året vann han SM-guld med Lugi. Minnesvärdast av de 118 matcher han spelade för Lugi var den magiska förlängningen i SM-finalen 1980 då Gustafsson stängde igen målet för Ystads IF och Lugi vann SM-finalen. 1980 var det tänkt att han skulle spela för Drott men klubbarna kom inte överens så det blev tre år  i HP Warta med Ragge Carlsson som tränare. 1983 var det dags för HK Drott och där spelade han sedan till 1991 med 410 matcher i elitserien och 10 mål. I Drott hade han Bengt Johansson och Ulf Schefvert som tränare. Enligt Tomas Gustafsson hade han alltid de bästa tränarna i sina klubbar. Med Drott vann han ytterligare 4 SM-guld, men har bara tre av dem i prissamlingen. Vid ett tillfälle blev han intervjuad då medaljerna delades ut och då var det någon som lade beslag på hans medalj, och han fick ingen medalj i efterskott av förbundet. 1991 hade han tänkt avsluta karriären men spelade ända två år i norska Elverum.

## Landslagskarriär
1973 till 1975 spelade Tomas Gustafsson 12 U-landskamper för Sverige de sista med, numera avskaffade, U-23 landslaget. Tomas Gustafsson spelade exakt 100 landskamper under åren 1977 till 1983 enligt den gamla statistiken. Enligt den nya statistiken blev det  bara 97 landskamper. Han debuterade den 1 juni 1977 i Bjelovar i dåvarande Jugoslavien (nu Kroatien) mot Polen med en förlust 16-17 i den så kallade Jugoslavien Trophy. Han spelade sedan i VM 1978 och 1982 utan att nå några internationella meriter. Sverige lyckades först inte kvalificera sig för OS 1984 i Los Angeles. Då slutade Gustafsson i landslaget men på grund av östländernas bojkott fick Sverige spela men Gustafsson spelade inte mer i landslaget. I sin sista landskamp 6 mars 1983 mot Schweiz spelade han i 10 minuter och höll nollan så han avslutade på topp.